# Целинное (Тыва)
Целинное — село в Кызылском кожууне Республики Тыва. Административный центр и единственный населенный пункт Целинного сумона.

## История
В 1963 году Указом Президиума Верховного Совета РСФСР село Суг-Бажи переименовано в Целинное.

## География
Село находится у р. Мунча и Большая Уртазымка. На северной окраине — пруд.
Вблизи с границей с соседним Тандинским районом.
Географическое положение
Расстояние до:
районного центра Каа-Хем: 44 км.
областного центра Кызыл: 50 км.
Ближайшие населенные пункты
Шамбалыг 22 км, Сосновка 28 км, Дурген 29 км, Бай-Хаак 30 км.

## Население
| 2002  | 2010  | 2011  | 2012  | 2013  | 2014  | 2015  |
| ----- | ----- | ----- | ----- | ----- | ----- | ----- |
| 1488  | ↘1280 | ↗1284 | ↘1256 | ↘1216 | ↘1179 | ↗1183 |
| 2016  | 2017  | 2018  | 2019  | 2020  | 2021  |       |
| ↘1173 | ↗1227 | ↗1256 | ↘1251 | ↘1249 | ↗1410 |       |

## Инфраструктура
отделение почтовой связи села Целинное
Администрация села Целинное
Администрация Целинного сумона

## Транспорт
Автодорога местного значения.